# Arthur Wehnelt
Arthur Rudolph Berthold Wehnelt (4 d'abril de 1871 a Rio de Janeiro - 15 de febrer de 1944 a Berlín) va ser un físic alemany, destacat per importants contribucions en els camps de la física de raigs X, descàrregues de gas i emissió d'electrons.

## Biografia
Els pares de Wehnelt van tornar a Alemanya des del Brasil quan encara era un noi. Va estudiar física a la Technische Hochschule Charlottenburg, i del 1893 al 1897 a la Universitat Friedrich-Wilhelms de Berlín. Es va doctorar el 1898 a Erlangen. Va exercir com a professor des del 1901 i professor associat de física des del 1904 a la Universitat de Friedrich-Alexander Erlangen-Nuremberg. Es traslladà de nou el 1906 a la Universitat de Berlín, on exercí fins a la seva jubilació el 1937 com a professor i investigador. El 1934 fou nomenat director del departament de física.

## Treball
El 1899, va inventar l'interrupdor Wehnelt per a bobines d'inducció. Aquest dispositiu utilitzava un elèctrode de platí immers en l'electròlit. Quan es passava corrent a través d'ella, les bombolles de gas van evolucionar i van provocar interrupcions repetides del corrent. Va ser capaç de desenvolupar voltatges més elevats a partir de bobines d'inducció i es van emprar àmpliament en les grans bobines d'inducció que van impulsar les primeres màquines de raigs X fins als anys vint.
Bona part de la investigació de Wehnelt va tractar sobre les emissions termoiòniques i l'emissió d'electrons en tubs de buit. En aquest context, va desenvolupar el 1902/03 el cilindre de Wehnelt, un elèctrode utilitzat en canons d'electrons. El 1904 va desenvolupar el que és probablement el seu invent més important, el Wehnelt o càtode d'òxid per a tubs de buit. Va trobar que quan el càtode en un tub de buit està revestit amb un òxid de metall alcalí de la terra, com l'òxid de calci o l'òxid de bari, la seva funció de treball es redueix, fent que emeti electrons més ràpidament. El càtode d'òxid es va convertir en el tipus estàndard de càtode utilitzat als tubs de buit fins als nostres dies.

## Premis i honors
- Medalla John Scott (1905)